# Madelief van Leur
Madelief van Leur (19 de abril de 2007) es una deportista de Países Bajos que compite en atletismo. Ganó una medalla de plata en el Campeonato Europeo de Atletismo Sub-20 de 2023, en la prueba de 4 × 400 m, y una medalla de bronce en el Campeonato Europeo de Atletismo Sub-18 de 2024, en los 400 m. 

## Palmarés internacional
| Campeonato Europeo Sub-20 | Campeonato Europeo Sub-20   | Campeonato Europeo Sub-20 | Campeonato Europeo Sub-20 |
| Año                       | Lugar                       | Medalla                   | Prueba                    |
| ------------------------- | --------------------------- | ------------------------- | ------------------------- |
| 2023                      | Jerusalén (Israel)          | Medalla de plata          | 4 × 400 m                 |
| Campeonato Europeo Sub-18 |                             |                           |                           |
| Año                       | Lugar                       | Medalla                   | Prueba                    |
| 2024                      | Banská Bystrica (Eslovenia) | Medalla de bronce         | 400 m                     |